# Pieter-Dirk Uys
Pieter-Dirk Uys (Kaapstad, 28 september 1945) is een Zuid-Afrikaanse satiricus, actief als performer, schrijver en sociaal activist.

## Levensloop
Peter-Dirk Uys' vader Hannes Uys was een calvinistische Afrikaner die getrouwd was met Helga Bassel, geboren in Berlijn en van Joodse afkomst. Hannes Uys behoorde tot de vierde generatie Zuid-Afrikaners van Nederlandse en Belgische hugenoten en was een musicus en organist in zijn plaatselijke kerk. Helga Bassel was een Duitse concertpianiste die door de nazi’s werd verdreven uit de Reichsmusikkammer in 1935 als onderdeel van hun campagne Joodse kunstenaars uit te bannen. Later vluchtte zij naar Zuid-Afrika en slaagde erin om haar vleugel mee te nemen. Haar dochter Tessa Uys (Kaapstad, 1948) leerde zij op deze vleugel spelen. Tessa Uys is nu een concertpianiste in Londen. Helga Bassel sprak weinig over haar Joodse verleden met haar kinderen. Pas na haar zelfmoord in 1969, ontdekte men dat zij van Joodse afkomst was. Het gezin was lid van de Nederduits Gereformeerde Kerk (NG Kerk) en Pieter-Dirk Uys en zijn zus kregen een christelijke opvoeding. Hun moeder stimuleerde de kinderen de Afrikaanse cultuur te omarmen.
Pieter-Dirk Uys begon zijn carrière als toneelschrijver. Op het hoogtepunt van de apartheid in Zuid-Afrika stapte hij over op de one-man-shows. Uys is vooral bekend om zijn alter ego Evita Bezuidenhout (ook bekend als Tannie Evita), een blanke Afrikaanse socialiste en zelfverklaard politieke activiste. Het karakter is geïnspireerd op Dame Edna Everage, van de Australische komiek Barry Humphries. Evita is de voormalige ambassadrice van Bapetikosweti, een fictieve Bantoestan uit het zwarte thuisland, gelegen buiten haar huis in een van de welvarende, blanke buitenwijken van Johannesburg. Evita Bezuidenhout is zo genoemd om Eva Perón te eren. In de tijd van de apartheid was Uys een fel criticus van het regime. Humor en komedie gebruikte hij om de absurditeit van het raciale beleid van de Zuid-Afrikaanse regering te bekritiseren en te ontmaskeren. Veel van zijn werk werd niet gecensureerd, wat een impliciete aanwijzing is dat veel leden van de regerende partij zijn kritische visie deelden. Dit werd echter niet openlijk toegegeven.
Een 'kugel' – een opgetutte, goed bij kas zittende Joodse vrouw - een van zijn vele creaties, zou ooit hebben gezegd dat er in Zuid-Afrika twee dingen mis  zijn: "one's apartheid and the other's black people". Deze uitspraak werd later ten onrechte toegeschreven aan Uys zelf.
Na de eerste vrije, niet-raciale verkiezingen in 1994, speelde Uys in de tv-serie Funigalore, waarin Evita Nelson Mandela en andere toenmalige prominente politici interviewde.
Uys heeft meegewerkt aan een groot aantal programma’s waaronder 'An Uys up my Sleeve'; 'One Man One Volt'; 'You ANC Nothing Yet (1996) 'The Great Comedy Trek' (2004). ‘Going Down Gorgeous, featuring Nowell Fine in a saga' (1976-2004), 'Foreign Aids', en ‘Dinner with the President, een 13-delige praatshow met Evita Bezuidenhout.
Uys en zijn karakter staan bekend als actieve Hiv/Aids-activisten en pleitbezorgers van goed onderwijs over dit onderwerp. Hij is momenteel betrokken bij Aids-voorlichting aan kinderen en voorlichting over condoomgebruik. Hij bezoekt in dat kader scholen in heel Zuid-Afrika. Uys is ook lid van de raad van bestuur van de Desmond Tutu HIV Foundation, een nonprofit-organisatie die is opgericht om behandeling van en onderzoek naar HIV te bevorderen.

## Publicaties
- Farce over Uys (Jonathan Ball en Ad Donker Publishers, 1983)
- Selle ou storie : Een spel (Donker, 1983)
- Paradise is de sluitingstijd Down and Other Plays (Penguin Books Ltd, 1989)
- Funigalore : Evita 's Real -Life Adventures in Wonderland ( The Penguin Group (SA) (Pty) Ltd)
- The Essential Evita Bezuidenhout ( The Essential serie ) (David Philip Publishers)
- Een deel haat deel liefde : De legende van Evita Bezuidenhout (Hond , 1994)
- Trekking naar Teema (2001)
- Verkiezingen & erecties. A Memoir of Fear and Fun (Zebra Press, 2003)
- Evita se kossie sekelela Evita Bezuidenhout (Umuzi, 2010)